# Тхамсерку
Тхамсерку (англ. Thamserku) — гора в Гімалаях на сході Непалу. Гора з'єднується з хребтом, що веде на схід до Кангтега. Тхамсерку видно на сході з Намче-Базару і лежить на північ від Кусум Кангуру.